# 花畑情報カフェ サタブラ
『花畑情報カフェ サタブラ』（はなばたじょうほうカフェ サタブラ）は、2002年4月6日から2005年9月まで熊本朝日放送で毎週土曜 9:30 - 10:45 （JST）に放送されていたローカル情報番組。

## 概要
この時間帯における熊本県のテレビ番組で唯一のローカル番組であった。
番組名にある「花畑」は、当時KAB本社屋があった所在地である熊本市花畑町が由来。また「サタブラ」とは、土曜日を指す「サタデー」 (Saturday) と、遅い朝食を指す「ブランチ」 (brunch) を合わせた造語である。

## 出演者

### メインキャスター
- 上野敏子
- 黒木よしひろ

### リポーター
- 岩清水愛
- 田中洋平
- 合田美香（KABアナウンサー）
- 樋口良子（同上）
- 武藤麻美（同上）

## コーナー
- おすすめランチ
- 血液型占い
- サタブラBINGO

| 熊本朝日放送 土曜9時台・10時台のローカル情報番組 | 熊本朝日放送 土曜9時台・10時台のローカル情報番組     | 熊本朝日放送 土曜9時台・10時台のローカル情報番組 |
| 前番組                                           | 番組名                                               | 次番組                                           |
| ------------------------------------------------ | ---------------------------------------------------- | ------------------------------------------------ |
| （不明）                                         | 花畑情報カフェ サタブラ （2002年4月6日 - 2005年9月） | サタブラPlus （2005年10月8日 - 2007年3月31日）   |